# 19 декабря
19 декабря — 353-й день года (354-й в високосные годы) по григорианскому календарю.
До конца года остаётся 12 дней.
До 15 октября 1582 года — 19 декабря по юлианскому календарю, с 15 октября 1582 года — 19 декабря по григорианскому календарю.
В XX и XXI веках соответствует 6 декабря по юлианскому календарю.

## Праздники и памятные дни

### Профессиональные
- Россия — День военной контрразведки[источник не указан 602 дня].
- Украина — День адвокатуры.

### Религиозные
Православие
 — память святителя Николая, архиепископа Мир Ликийских, чудотворца (ум. ок. 335), «Никола Зимний»
 — память святителя Феофила исповедника, епископа Антиохийского (ум. 181)
 — память святителя Николая, епископа Патарского (ум. IV)
 — блаженного Максима, митрополита Киевского и всея Руси (ум. 1305)
 — память мученика Николая Карамана, Смирнскаго (ум. 1657)

### Именины
Православные: Амадей, Максим, Николай, Феофил

## События

### До XX века
- 1863 — англичанин Фредерик Уолтон запатентовал линолеум.

### XX век
- 1904 — миноносцы «Властный» и «Скорый» прорвались из Порт-Артура в Чифу (Китай).
- 1918
  - Постановление Совета народных комиссаров о создании Особых отделений (военной контрразведки) в частях Рабоче-крестьянской Красной армии.
  - Высадка войск Антанты в Одессе.
- 1923 — расстрел охраной Соловецкого лагеря политзаключённых (социалистов и анархистов).
- 1939
  - На заседании Комитета обороны, по результатам испытаний А-32, было принято постановление № 443, о принятии на вооружение РККА танка Т-34.
  - Постановлением Политбюро ЦК ВКП(б) и СНК СССР от 19 декабря 1939 года (уже через день после испытаний) танк КВ-1 был принят на вооружение РККА.
- 1943
  - Основано Калининское Суворовское военное училище (ныне Тверское).
  - Основано Орловское суворовское военное училище в Ельце. В 1947-м переведено в Свердловск и было переименовано в Свердловское СВУ (ныне Екатеринбургское).
- 1944 — начало сражения за Бастонь.
- 1946 — начало войны Франции в Индокитае.
- 1965 — Шарль де Голль переизбран президентом Франции на второй срок.
- 1970 — катастрофа Ан-22 в Панагархе (Индия). Погибли 17 человек.
- 1971 — премьера фильма Стэнли Кубрика «Заводной апельсин».
- 1972 — Аполлон-17 возвращается на Землю. Лунная программа свёрнута.
- 1980 — открыты станции Киевского метрополитена «Тараса Шевченко», «Петровка» и «Проспект Корнейчука» (ныне «Оболонь»).
- 1981 — открыты станции Киевского метрополитена «Площадь Льва Толстого» (ныне «Площадь Украинских Героев») и «Республиканский стадион» (ныне «Олимпийская»).
- 1983 — из здания бразильской федерации футбола похищена статуэтка оригинала Кубка Жюля Римэ по футболу.
- 1985 — угон самолёта Ан-24 в Китай.
- 1991
  - Вручён последний в истории орден Красной Звезды.
  - Подписан указ «Об образовании Министерства безопасности и внутренних дел РСФСР».
- 1997
  - Состоялась премьера фильма «Титаник» (режиссёр Дж. Кэмерон).
  - Катастрофа Boeing 737 под Палембангом.
- 1999 — состоялись выборы в Государственную думу Федерального собрания РФ третьего созыва.

### XXI век
- 2005 — катастрофа G-73 возле Майами, 20 погибших.
- 2007 — активисты племени лакота провозгласили независимость Республики Лакота.
- 2010 — в Минске в день президентских выборов подавлена акция оппозиции[3].
- 2011 — Корейское центральное телевидение объявляет о смерти президента КНДР Ким Чен Ира.
- 2013 — Европейское космическое агентство вывело на орбиту космический телескоп Gaia.
- 2016
  - Теракт на рождественском базаре в Берлине.
  - В Турции убит российский посол Андрей Карлов.

## Родились

### До XIX века
- 1594 — Густав II Адольф (уб. 1632), король Швеции (1611—1632).
- 1683 — Филипп V (ум. 1746), король Испании (1700—1724 и 1724—1746).
- 1773 — князь Александр Голицын (ум. 1844), министр народного просвещения Российской империи (1816—1824).
- 1778 — Мария Тереза Французская (ум. 1851), королева Франции (в 1830), дочь короля Людовика XVI и Марии-Антуанетты.
- 1782 — Жозе да Силва Карвалью (ум. 1856), португальский государственный деятель.
- 1788 — князь Сергей Волконский (ум. 1865), русский генерал, герой Отечественной войны 1812 года, декабрист.

### XIX век
- 1817 — Джеймс Арчер (ум. 1864), американский генерал, участник Гражданской войны на стороне Юга.
- 1819
  - Джеймс Сприггс Пейн (ум. 1882), четвёртый (1868—1870) и восьмой (1876—1878) президент Либерии.
  - Яков Полонский (ум. 1898), русский поэт и прозаик.
- 1830 — Даниил Мордовцев (ум. 1905), русский писатель, историк, публицист.
- 1841 — Николай Лейкин (ум. 1906), русский писатель, журналист и издатель.
- 1846 — Пётр Астафьев (ум. 1893), русский философ, психолог, публицист.
- 1852 — Альберт Абрахам Майкельсон (ум. 1931), американский физик, измеривший скорость света, лауреат Нобелевской премии (1907).
- 1864 — Адольф Зандбергер (ум. 1943), немецкий композитор и музыковед.
- 1875 — Милева Марич (ум. 1948), первая жена Альберта Эйнштейна, преподавательница физики и математики.
- 1900 — Николай Томский (ум. 1984), скульптор-монументалист, президент АХ СССР (1968—1983), народный художник СССР.

### XX век
- 1902 — Николай Чаплин (расстрелян в 1938), советский партийный деятель, в 1924—1928 — руководитель Комсомола.
- 1905 — Николай Харламов (ум. 1983), советский военно-морской деятель и дипломат, адмирал.
- 1906 — Леонид Брежнев (ум. 1982), генеральный секретарь ЦК КПСС, руководитель СССР (1964—1982).
- 1910
  - Николай Грибачёв (ум. 1992), советский писатель и государственный деятель.
  - Жан Жене (ум. 1986), французский писатель-прозаик, поэт, драматург.
  - Хосе Лесама Лима (ум. 1976), кубинский поэт, прозаик, эссеист.
- 1913 — Николай Амосов (ум. 2002), советский и украинский торакальный хирург, учёный-медик, писатель.
- 1915 — Эдит Пиаф (ум. 1963), французская певица, шансонье.
- 1916
  - Рой Уорд Бейкер (ум. 2010), британский кинорежиссёр.
  - Николай Якушев (ум. 1983), русский советский поэт.
- 1919 — Андрей Петров (ум. 1990), актёр театра и кино, народный артист РСФСР.
- 1923
  - Гордон Джексон (ум. 1990), шотландский актёр кино и телевидения, обладатель премии «Эмми».
  - Николай Скоробогатов (ум. 1987), актёр театра и кино, заслуженный артист РСФСР.
- 1924 — Мишель Турнье (ум. 2016), французский писатель, лауреат Гонкуровской премии (1970).
- 1927 — Николай Измеров (ум. 2016), советский и российский учёный-гигиенист, один из основателей медицины труда в РФ, академик РАН.
- 1933 — Галина Волчек (ум. 2019), актриса театра и кино, театральный режиссёр и педагог, художественный руководитель театра «Современник», народная артистка СССР.
- 1934 — Аки Алеонг (ум. 2025), тринидадский и американский киноактёр. Также снимался в различных телесериалах.
- 1938 — Карел Свобода (ум. 2007), чехословацкий и чешский композитор, кинокомпозитор.
- 1942 — Николай Антошкин (ум. 2021), заслуженный военный лётчик России, генерал-полковник, Герой Советского Союза.
- 1944 — Анастасия Вертинская, актриса театра и кино, народная артистка РСФСР.
- 1949 — Клодия Колб, американская пловчиха, двукратная олимпийская чемпионка
- 1957 — Кевин Макхейл, американский баскетболист, трёхкратный чемпион НБА, члена Зала славы
- 1962 — Елена Фанайлова, советская и российская поэтесса, переводчик, журналистка.
- 1963 — Тиль Швайгер, немецкий актёр, кинорежиссёр, сценарист и продюсер.
- 1964 — Арвидас Сабонис, советский и литовский баскетболист, олимпийский чемпион (1988), чемпион мира и Европы.
- 1966 — Альберто Томба, итальянский горнолыжник, трёхкратный олимпийский чемпион
- 1969 — Кристи Суонсон, американская актриса кино и телевидения.
- 1972 — Алисса Милано, американская актриса и певица.
- 1973 — Зульфия Забирова, российская и казахстанская велогонщица, олимпийская чемпионка (1996), чемпионка мира.
- 1975 — Владимир Кристовский, российский певец, гитарист и актёр, лидер группы «Uma2rmaH».
- 1977
  - Ирина Воронина, американская фотомодель и актриса российского происхождения.
  - Хорхе Гарбахоса, испанский баскетболист, чемпион мира (2006), чемпион Европы (2009).
- 1980 — Джейк Джилленхол, американский актёр и продюсер.
- 1982
  - Теро Питкамяки, финский метатель копья, чемпион мира (2007).
  - Мо Уильямс, американский баскетболист.
- 1984 — Чэнь Ибин, китайский гимнаст, трёхкратный олимпийский чемпион, многократный чемпион мира.
- 1985
  - Андреа Бальдини, итальянский фехтовальщик на рапирах, олимпийский чемпион (2012), многократный чемпион мира и Европы.
  - Салли Кипьего, кенийская и американская бегунья на длинные дистанции, призёр Олимпийских игр.
- 1986
  - Зузана Гейнова, чешская бегунья, двукратная чемпионка мира.
  - Сатоси Исии, японский дзюдоист, олимпийский чемпион (2008).
- 1987 — Карим Бензема, французский футболист.
- 1988
  - Никлас Ландин Якобсен, датский гандболист, олимпийский чемпион (2016), чемпион мира и Европы.
  - Алексис Санчес, чилийский футболист.
- 1989 — Хилари Найт, американская хоккеистка, олимпийская чемпионка (2018) и многократная чемпионка мира.
- 1991 — Кинан Лонсдейл, австралийский актёр.
- 1994 — Наоми Секейра, австралийская актриса, телеведущая и певица.
- 1996 — Франк Кессье, ивуарийский футболист.

## Скончались

### До XIX века
- 211 — Публий Септимий Гета (р. 189), римский император 211 года из династии Северов.
- 1370 — Урбан V (в миру Гийом де Гримоар; р. 1310), 200-й папа римский (1362—1370).
- 1741 — Витус Беринг (р. 1681), русский мореплаватель датского происхождения, в честь которого назван Берингов пролив.
- 1796 — граф Пётр Румянцев-Задунайский (р. 1725), русский полководец и военный теоретик, генерал-фельдмаршал.

### XIX век
- 1848 — Эмили Бронте (р. 1818), английская писательница.
- 1851 — Джозеф Мэллорд Уильям Тёрнер (р. 1775), английский живописец-романтик.
- 1860 — Константин Аксаков (р. 1817), русский публицист, историк, филолог, поэт.
- 1865 — Всеволод Костомаров (р. 1837), русский поэт-переводчик.
- 1866 — Михаил Петрашевский (р. 1821), русский мыслитель и общественный деятель.
- 1868 — князь Александр Долгоруков (р. 1793), русский поэт и прозаик, участник Бородинской битвы.
- 1871 — Константин Лядов (р. 1820), русский дирижёр, пианист и композитор, отец композитора Анатолия Лядова.
- 1878 — Бейярд Тейлор (р. 1825), американский дипломат, журналист, писатель.
- 1889 — Иван Глазунов (р. 1826), русский издатель и книготорговец, тайный советник, городской голова Санкт-Петербурга.
- 1890 — Эжен Луи Лами (р. 1800), французский живописец.

### XX век
- 1915 — Алоис Альцгеймер (р. 1864), немецкий психиатр и невролог, именем которого назван пресенильный психоз.
- 1931 — Рене Борхас (р. 1897), уругвайский футболист, олимпийский чемпион (1928).
- 1939 — Дмитрий Граве (р. 1863), украинский математик, почётный академик АН СССР.
- 1941
  - Александр Введенский (р. 1904), русский поэт, детский писатель.
  - погиб Лев Доватор (р. 1903), советский военачальник, генерал-майор, Герой Советского Союза.
- 1943 — погиб Аль Деми (р. 1918), партизан-антифашист, Народный Герой Албании.
- 1948 — Амир Шарифуддин (р. 1907), индонезийский политический деятель.
- 1953 — Роберт Эндрюс Милликен (р. 1868), американский физик, лауреат Нобелевской премии (1923).
- 1954 — расстрелян Виктор Абакумов (р. 1908), советский государственный и военный деятель, генерал-полковник.
- 1963
  - Алан Хендерсон Гардинер (р. 1879), английский египтолог, открывший «Лейденский папирус».
  - Лео Киачели (р. 1884), грузинский писатель, лауреат Государственной премии СССР.
- 1965
  - Эмиль Кио (р. 1894), советский артист цирка, иллюзионист.
  - Маврикий Слепнёв (р. 1896), советский лётчик, 5-й Герой Советского Союза.
- 1982 — Борис Смирнов (р. 1908), актёр театра и кино, народный артист СССР.
- 1994 — Вадим Козин (р. 1905), советский эстрадный певец, автор песен, кумир публики в 30—40-е годы.
- 1996
  - Юрий Киселёв (р. 1914), театральный режиссёр, актёр, педагог, народный артист СССР.
  - Марчелло Мастроянни (р. 1924), итальянский киноактёр.
- 1997 — Фёдор Симашев (р. 1945), советский лыжник, олимпийский чемпион (1972), чемпион мира.
- 1998 — Масару Ибука (р. 1908), один из основателей японской компании Sony.
- 2000 — Диодор (р. 1923), епископ Иерусалимской Православной Церкви, в 1981—2000 — патриарх Иерусалимский и всея Палестины.

### XXI век
- 2002
  - Борис Левинсон (р. 1919), режиссёр театра, актёр, народный артист России.
  - Грант Матевосян (р. 1935), армянский советский писатель.
  - Котэ Махарадзе (р. 1926), советский спортивный комментатор, телеведущий и актёр.
  - Александр Товстоногов (р. 1944), советский и российский театральный режиссёр и актёр.
- 2003
  - Дмитрий Авалиани (р. 1938), российский поэт, палиндромист.
  - Ян Фрид (р. 1908), советский кинорежиссёр и сценарист.
- 2004
  - Герберт Чарлз Браун (р. 1912), американский химик-органик, лауреат Нобелевской премии (1979).
  - Рената Тебальди (р. 1922), итальянская оперная певица (лирическое сопрано).
- 2009 — Ким Пик (р. 1951), американец с феноменальной памятью, прототип героя фильма «Человек дождя».
- 2012 — Николай Хлопкин (р. 1923), советский и российский учёный-ядерщик, академик РАН, Герой Социалистического Труда.
- 2015 — Курт Мазур (р. 1927), немецкий дирижёр.
- 2016 — убит Андрей Карлов (р. 1954), советский и российский дипломат, Чрезвычайный и полномочный посол России в Турции.